# Villamoratiel de las Matas
Villamoratiel de las Matas es un municipio y lugar español de la provincia de León, en la comunidad autónoma de Castilla y León. Forma parte del partido judicial de Sahagún. Está formado por los pueblos de Villamoratiel de las Matas y Grajalejo de las Matas, y cuenta con una población de 120 habitantes (INE 2024)

## Geografía
Se encuentra integrado en la comarca de Las Matas. Se localiza a 38 kilómetros de la capital provincial. Su término municipal está atravesado por la carretera N-601, entre los pK 296 y 298. 
El relieve está formado por la altiplanicie existente entre el río Esla y la Tierra de Campos. Por el territorio discurren varios arroyos tributarios del río Cea así como el Canal Bajo de los Payuelos. El pueblo se alza a 833 metros sobre el nivel del mar.
| Noroeste: Santas Martas                                 | Norte: Santas Martas               | Noreste: El Burgo Ranero                                 |
| Oeste: Santas Martas                                    |                                    | Este: El Burgo Ranero                                    |
| Suroeste: Santas Martas y Santa Cristina de Valmadrigal | Sur: Santa Cristina de Valmadrigal | Sureste: El Burgo Ranero y Santa Cristina de Valmadrigal |

## Demografía
Cuenta con una población de 120 habitantes (INE 2024).
| Gráfica de evolución demográfica de Villamoratiel de las Matas entre 1857 y 2021 |
| |
| Población de derecho según los censos de población del INE Población de hecho según los censos de población del INE Entre el censo de 1857 y el anterior aparece este municipio porque se segrega de Santa Cristina de Valmadrigal |

## Véase también

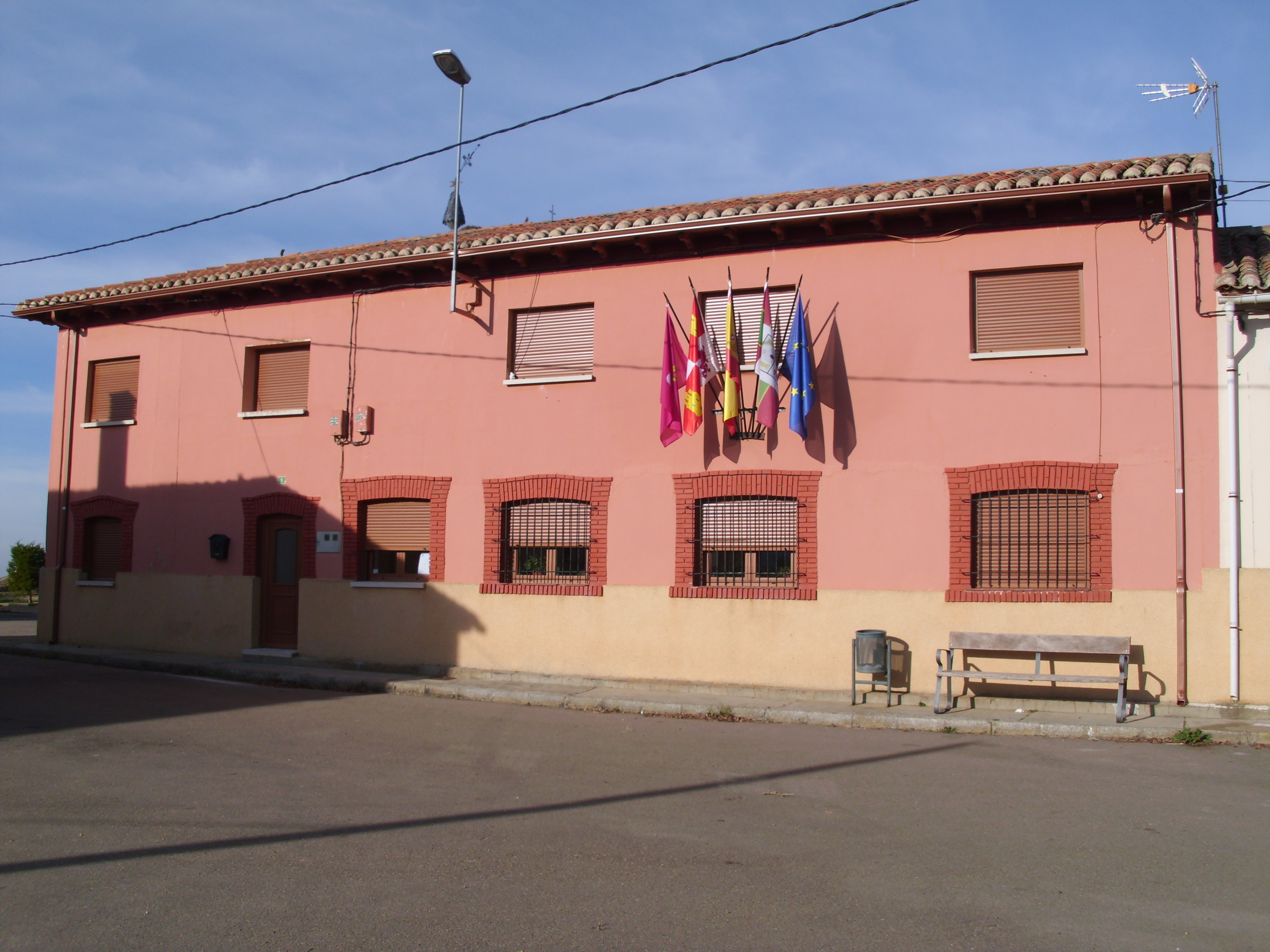
Casa consistorial

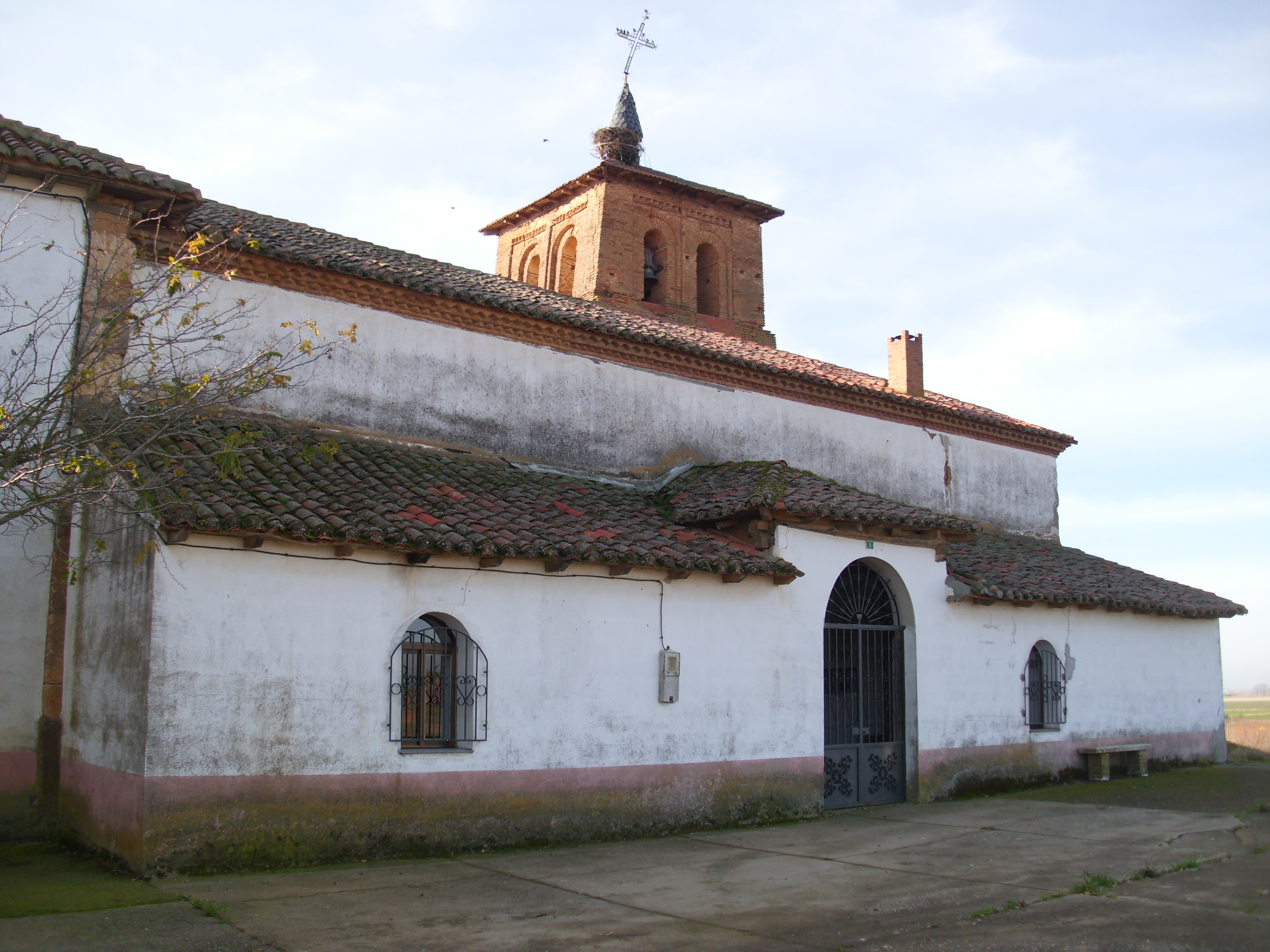
Iglesia